# Văscăuți
Văscăuţi è un comune della Moldavia situato nel distretto di Florești di 1.338 abitanti al censimento del 2004

## Località
Il comune è formato dall'insieme delle seguenti località (popolazione 2004):
- Văscăuți (1.067 abitanti)
- Făgădău (64 abitanti)
- Octeabriscoe (207 abitanti)